# Georgia Makhlouf

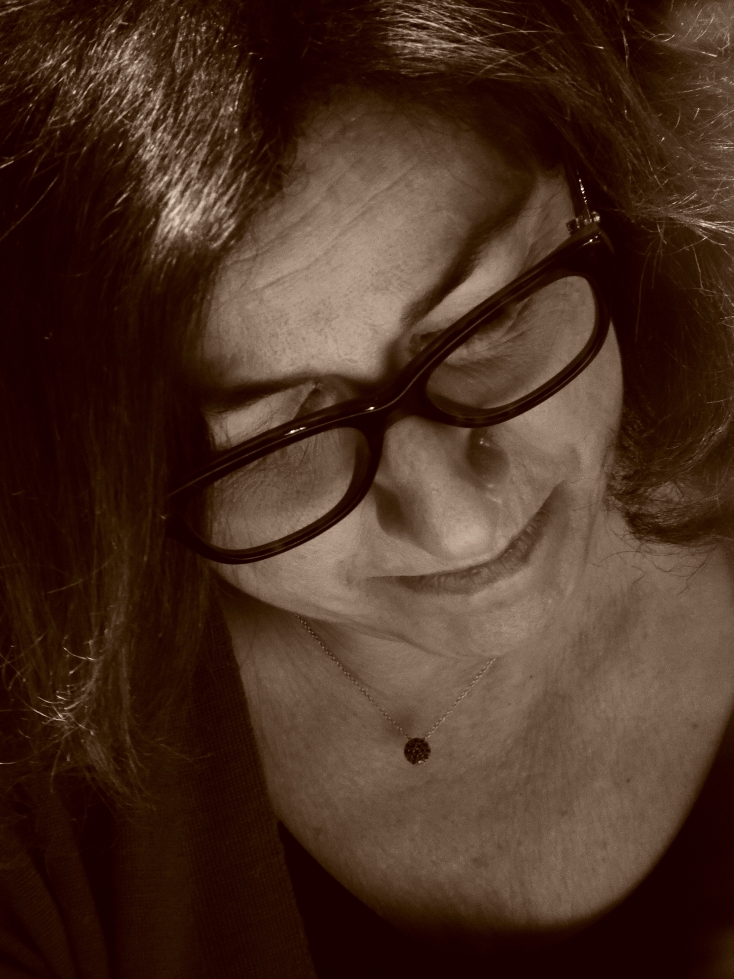
Georgia Makhlouf, 2016

Georgia Makhlouf (en árabe:جورجيا مخلوف ) es una escritora libanesa residente entre París y Beirut. 
Como miembro de L'Orient littéraire, ha entrevistado a numerosas personalidades de la literatura para su suplemento.

## Obra
- Éclats de mémoire, Beyrouth, fragments d’enfance, 2005
- Les Hommes debout : dialogue avec les Phéniciens, 2007
- Les Absents, 2014
- Le Goût de l’Orient, 2014
- Le Goût de la liberté, 2016
- Port-au-Prince aller-retour, 2019